# Stanisław Dowlaszewicz
Stanisław Dowlaszewicz Billman OFMConv (* 20. September 1957 in Podworance, Hrodsenskaja Woblasz, Belarus) ist Weihbischof in Santa Cruz de la Sierra.

## Leben
Stanisław Dowlaszewicz Billman trat der Ordensgemeinschaft der Minoriten bei, Der Bischof von Łódź, Józef Rozwadowski, weihte ihn am 2. Juni 1984 zum Priester. 
Papst Johannes Paul II. ernannte ihn am 21. Dezember 2000 zum Titularbischof von Tigimma und zum Weihbischof in Santa Cruz de la Sierra. Die Bischofsweihe spendete ihm der Erzbischof von Santa Cruz de la Sierra, Julio Kardinal Terrazas Sandoval CSsR, am 13. März 2001; Mitkonsekratoren waren Józef Wesołowski, Apostolischer Nuntius in Bolivien, und Jan Kazimierz Wilk OFMConv, Bischof von Formosa. Als Wahlspruch wählte er Sólo el amor crea.